# 叶戈罗夫定理
在测度论中，叶戈罗夫定理确立了一个可测函数的逐点收敛序列一致连续的条件。这个定理以俄国物理学家和几何学家德米特里·叶戈罗夫命名，他在1911年出版了该定理。
叶戈罗夫定理与紧支撑连续函数在一起，可以用来证明可积函数的卢津定理。

## 定理的陈述
设(M,d)为一个可分度量空间（例如实数，度量为通常的距离d(a,b) = |a − b|）。给定某个测度空间(X,Σ,μ)上的M-值可测函数的序列(fn)，以及一个有限μ-测度的可测子集A，使得(fn)在A上μ-几乎处处收敛于极限函数f，那么以下结果成立：对于每一个ε > 0，都存在A的一个可测子集B，使得μ(B) < ε，且(fn)在相对补集A \ B上一致收敛于f。
在这里，μ(B)表示B的μ-测度。该定理说明，在A上几乎处处逐点收敛，意味着除了在任意小测度的某个子集B外一致收敛。这种收敛又称为几乎一致收敛。

## 假设的讨论
注意μ(A) < ∞的假设是必要的。在勒贝格测度下，考虑定义在实直线上的实值指示函数的序列：
{\displaystyle f_{n}(x)=1_{[n,n+1]}(x),\qquad n\in \mathbb {N} ,\ x\in \mathbb {R} }
这个序列处处逐点收敛于零函数，但对于任何有限测度的集合B，它在R \ B上不一致收敛。
度量空间的可分性是需要的，以保证对于M-值可测函数f和g，距离d(f(x), g(x))也是x的可测实值函数。

## 证明
对于实数n和k，定义集合En,k为以下并集：
{\displaystyle E_{n,k}=\bigcup _{m\geq n}{\Bigl \{}x\in A\,{\Big |}\,d(f_{m}(x),f(x))\geq {\frac {1}{k}}{\Bigr \}}.}
当n增加时这些集合逐渐变小，意味着En+1,k总是En,k的子集，因为第一个并集包含了较少的集合。一个点x，使得序列(fm(x))收敛于f(x)，不能位于每一个En,k中（对于固定的k），因为fm(x)最终必须离f(x)比离1/k更近。因此根据在A上μ-几乎处处逐点收敛的假设，对于每一个固定的k，有：
{\displaystyle \mu {\biggl (}\bigcap _{n\in \mathbb {N} }E_{n,k}{\biggr )}=0}
由于A的测度是有限的，我们便可从上面推出连续性；因此对于每一个k，都存在某个自然数nk，使得：
{\displaystyle \mu (E_{n_{k},k})<{\frac {\varepsilon }{2^{k}}}.}
对于这个集合中的x，我们认为逼近f(x)的1/k-邻域的速度太慢。定义
{\displaystyle B=\bigcup _{k\in \mathbb {N} }E_{n_{k},k}}
为A中所有点x的集合，使得逼近f(x)的至少一个1/k-邻域的速度太慢。因此，在集合差A \ B上，我们便得出一致收敛。
根据μ的σ可加性，并利用几何级数，我们便得到：
{\displaystyle \mu (B)\leq \sum _{k\in \mathbb {N} }\mu (E_{n_{k},k})\leq \sum _{k\in \mathbb {N} }{\frac {\varepsilon }{2^{k}}}=\varepsilon .}